# Collin Dean
Collin Dean (* 8. Januar 2005 in Gilbert, Arizona) ist ein US-amerikanischer Kinderdarsteller und Synchronsprecher.

## Leben
Collin Dean ist seit 2010 im Schauspiel- und im Synchronbereich tätig. Als Kinderdarsteller ist er in Michael Doughertys Horrorkomödie Krampus als Ruprecht der Elf zu sehen. 
Viermal fungierte er als Sprecher des Tiffany in der Zeichentrickserie Adventure Time – Abenteuerzeit mit Finn und Jake. Bekannt ist er auch als Stimme des Lincoln Loud in der Zeichentrickserie Willkommen bei den Louds, wo er Grant Palmer ab Folge 23 ablöste, wie auch als Stimme des Oto in der Zeichentrickserie Doki. 
Dean wohnt in seinem Geburtsort Gilbert.

## Filmografie (Auswahl)
Schauspieler
- 2013: Tome of the Unknown (Kurzfilm)
- 2015: Krampus

Synchronsprecher
- 2010: Uchû shô e yôkoso (Stimme der Figur „Hiroshi“)
- 2012: Hotel Transsilvanien (Hotel Transylvania, zusätzliche Stimme)
- 2013–2016: Adventure Time – Abenteuerzeit mit Finn und Jake (Adventure Time with Finn & Jake, Serie, 4 Folgen, Stimme der „Tiffany“)
- 2014: Hinter der Gartenmauer (Over the Garden Wall, Miniserie, 10 Folgen, Stimme des „Gregory“)
- seit 2016: Willkommen bei den Louds (The Loud House, Zeichentrickserie, Stimme des „Lincoln Loud“)
- 2016/2017: Doki (Zeichentrickserie, 30 Folgen, Stimme des „Oto“)
- 2016/2017: American Dad (Zeichentrickserie, Stimme des „Camper“)
- 2017: The Loud House: Deuces Wild (Fernseh-Kurzfilm, Stimme des „Lincoln“)